# Стара жељезничка станица (Бања Лука)
Стара жељезничка станица је објекат у ком је данас смјештен Музеј савремене умјетности Републике Српске. Налази се у центру Бањалуке, између улица Краља Петра I Карађорђевића и Книнске. Објекат има посебну културно-историјску вриједност и на листи је националних споменика Босне и Херцеговине.

## Историјски подаци
У складу са својом политиком отварања Османског царства према Европи султан Абдул Азиз је шездесетих година деветнаестог вијека донио одлуку о градњи тзв. Цариградске магистрале, тј. жељезничке пруге која би повезивала Цариград и Беч. Године 1869. потписан је уговор о градњи пруге и основана је компанија под називом „Друштво за експлоатацију жељезница у Турској Европи“. Исте године су аустријски стручњаци почели радити на трасирању пруге од Добрљина, преко Бањалуке, Јајца и Сарајева до Горажда, а три године касније је већ пуштена у саобраћај њена прва дионица од Добрљина до Бањалуке. Године 1891. тадашње аустроугарске власти су изградиле зграду жељезничке станице у центру Бањалуке, која је повезана са постојећом пругом новоизграђеним прикључком дужине 3 km. Тако је дотадашња станична зграда на периферији постала станица Бањалука Предграђе, а новоизграђена станица у центру је носила назив Бањалука Град. Зграда је имала функцију жељезничке станице све до 1968. године, када је промијенила намјену и постала аутобуска станица. Након земљотреса у Бањалуци 1969. године објекат је саниран и дјелимично адаптиран у пословне просторије, а од 1971. године у њему је смјештена Умјетничка галерија. Исте године зграда је стављена под заштиту државе. Завод за изградњу Бањалука је у јануару 1980. године израдио главни пројекат под називом „Адаптација жељезничке станице у умјетничку галерију“. Одлуком Владе Републике Српске у фебруару 2004. године Умјетничка галерија прераста у Музеј савремене умјетности Републике Српске, што је званични назив ове институције данас.

## Опис добра
Зграда је пројектована у духу хисторицизма попут већине јавних објеката Аустроугарског царства крајем 19. вијека. Основа зграде је правоугаоног облика, својом дужом страном оријентисана у правцу сјевероисток — југозапад. Зграда има два бочна крила са спратовима и централни дио са наглашеним главним улазом.

## Степен заштите
Историјска грађевина Стара жељезничка станица (Музеј савремене умјетности Републике Српске) је 2007. године проглашена националним спомеником од стране Комисије за очување националних споменика Босне и Херцеговине.